# Hot 20
Hot 20 é uma coletânea de grandes sucessos da banda João Penca e Seus Miquinhos Amestrados e sétimo e último lançamento da banda em geral. Foi lançado em 2000, 6 anos após a sua primeira dissolução, pela extinto rótulo BMG (hoje Sony Music).

## Faixas
| N.º | Título                                    | Original release                | Duração |  |
| 1.  | "Lágrimas de Crocodilo"                   | Okay My Gay (1986)              | 3:49    |  |
| 2.  | "Popstar"                                 | Okay My Gay (1986)              | 3:58    |  |
| 3.  | "Romance em Alto-Mar"                     | Okay My Gay (1986)              | 3:45    |  |
| 4.  | "Papa Uma-ma"                             | Cem Anos de Rock 'n Roll (1990) | 2:13    |  |
| 5.  | "Como o Macaco Gosta de Banana"           | A Festa dos Micos (1993)        | 4:10    |  |
| 6.  | "O Monstro"                               | Cem Anos de Rock 'n Roll (1990) | 3:39    |  |
| 7.  | "A Louca do Humaitá"                      | Além da Alienação (1988)        | 2:22    |  |
| 8.  | "Suga-Suga"                               | Cem Anos de Rock n' Roll (1990) | 3:40    |  |
| 9.  | "Perdidos no Espaço"                      | Além da Alienação (1988)        | 4:21    |  |
| 10. | "Luau de Arromba"                         | Okay My Gay (1986)              | 4:18    |  |
| 11. | "O Superstar"                             | A Festa dos Micos (1993)        | 2:55    |  |
| 12. | "Sem Ilusões" (feat. Virginie Boutaud)    | Além da Alienação (1988)        | 3:25    |  |
| 13. | "Calúnias (Telma, Eu Não Sou Gay)"        | Os Maiores Sucessos (1983)      | 2:53    |  |
| 14. | "Matinê no Rian" (feat. Paula Toller)     | Sucesso do Inconsciente (1989)  | 2:19    |  |
| 15. | "Sparring"                                | Além da Alienação (1988)        | 3:33    |  |
| 16. | "Banana Split"                            | Além da Alienação (1988)        | 2:47    |  |
| 17. | "Universotário"                           | Okay My Gay (1986)              | 2:21    |  |
| 18. | "Ricota"                                  | Okay My Gay (1986)              | 2:46    |  |
| 19. | "Rock da Cachorra" (feat. Eduardo Dussek) | Cantando no Banheiro (1983)     | 3:11    |  |
| 20. | "Psicodelismo em Ipanema"                 | Os Maiores Sucessos (1983)      | 3:36    |  |

## Créditos
- Selvagem Big Abreu (Sérgio Ricardo Abreu) - vocais, violão elétrico
- Avellar Love (Luís Carlos de Avellar Júnior) - vocais, baixo
- Bob Gallo (Marcelo Ferreira Knudsen) - vocais, bateria

### Músicos convidados
- Léo Jaime - guitarras em "Rock da Cachorra"
- Eduardo Dussek - vocalista do "Rock da Cachorra"
- Edgard Scandurra - guitarras em "Ricota"
- Paula Toller - vocal feminino em "Matinê no Rian"